# Langues huon
Les langues huon sont une famille de langues papoues parlées en Papouasie-Nouvelle-Guinée, dans la péninsule Huon, située dans la province de Morobe.

## Classification
Les langues huon forment avec les langues finisterre, la famille des langues finisterre-huon rattachée à une famille hypothétique, les langues de Trans-Nouvelle-Guinée. Cet ensemble est constitué par le rapprochement établi par McElhanon (1975) de deux familles, les langues finisterre et les langues huon.

## Liste des langues
Les langues huon, au nombre de vingt, sont :
- groupe huon de l'Est
  - dedua
  - sous-groupe kate-mape-sene 
    - kâte
    - mape
    - sene

  - kovai
  - tobo-kube
  - sous-groupe momare-migabac 
    - migabac
    - momare
- groupe huon de l'Ouest
  - sous-groupe kinalakna-kumukio 
    - kinalakna
    - kumukio

  - sous-groupe kosorong-burum-mindik 
    - borong
    - burum-mindik

  - sous-groupe nabak-momolili 
    - mese
    - nabak

  - nomu
  - ono
  - sialum
  - sous-groupe timbe-selepet-komba 
    - sous-groupe selepet-komba 
      - komba
      - selepet

    - timbe